# Robert Klempin
Karl Robert Klempin (né le 19 novembre 1816 à Swinemünde, arrondissement d'Usedom-Wollin et mort le 29 avril 1874 à Stettin) est un historien prussien.

## Biographie
Le fils du marchand de Swinemünde, Robert Klempin, étudie au collège Jageteufel (de) à Stettin de 1832 à 1836. À partir de 1838, il étudie la philosophie, la littérature et l'histoire à l'Université Frédéric-Guillaume de Berlin. Leopold von Ranke le compte parmi ses élèves les plus prometteurs. Après un dernier semestre à l'université de Greifswald , il obtient son doctorat le 26 mars 1845 à Berlin. La même année, il devient maître de conférences privé à Greifswald.
Il doit mettre fin à sa carrière universitaire en 1848 à cause d'une grave maladie nerveuse. Ce n'est qu'à la fin de 1852 qu'il reprend la parole en public en donnant des cours d'histoire en petit comité à Stettin. En 1855, il est chargé, d'abord à titre provisoire, puis officiellement à partir du 1er janvier 1857, de la direction des archives provinciales de Poméranie à Stettin.
À partir de 1869, sa vue baisse fortement , ce qui le rend dépendant d'une aide pour ses travaux. Ses contemporains qualifient Robert Klempin de timide et, après sa maladie, de presque misanthrope. Il évite autant que possible les apparitions en public, n'est pas marié, mais a un petit cercle d'amis. En raison de sa nature réservée, il est peu connu en dehors du cercle des spécialistes. En 1874, il est décoré de l'ordre de l'Aigle rouge de 4e classe.
Robert Klempin publie des écrits individuels et de nombreux essais sur l'histoire de la Poméranie.

## Travaux (sélection)
- Die Biographien des Bischofs Otto und deren Verfasser. In: Baltische Studien IX
- Die Lage der Jomsburg. In: Baltische Studien XIII
- Diplomatische Beiträge zur Geschichte Pommerns aus der Zeit Bogislaws X. Bath, Berlin 1859, 629 Seiten, mit Untersuchungen zur pommerschen Münzgeschichte (Digitalisat).
- mit Gustav Kratz: Matrikeln und Verzeichnisse der pommerschen Ritterschaft vom 14.–19. Jahrhundert. Bath, Berlin 1863, 748 Seiten (Digitalisat).
- Vorwort zu: Gustav Kratz: Die Städte der Provinz Pommern. Berlin 1865, 546 Seiten (Digitalisat).
- Die Exemtion des Bisthums Cammin. 1869

Un ouvrage sur la noblesse poméranienne reste inachevé. De son ouvrage principal en six volumes Pommersches Urkundenbuch, il ne vit que pour voir la publication du
- 1. Abteilung, 1. Band: 786–1253. Regesten, Berichtigungen und Ergänzungen zum Codex Pomeraniae diplomaticus von Hasselbach und  Kosegarten. Stettin 1868 (Digitalisat).

Les six volumes sont disponibles en version électronique à la bibliothèque numérique Kujawsko-Pomorska :
- Pommersches Urkundenbuch. Bände 1–6, Stettin 1868–1906  (Digitalisat).

Les tableaux généalogiques élaborés par Klempin pour la généalogie de la maison de Poméranie ne sont publiés qu'après sa mort par Gottfried von Bülow :
- Stammtafeln des Pommersch-Rügischen Fürstenhauses und seiner Nebenlinien, aus dem Nachlaß von R. Klempin zum Druck gegeben von G. v. Bülow. Stettin 1876.